# 長江索道
長江索道位於中華人民共和國重慶市渝中區新華路151號、南岸區上新街4號，文物遺址年代為1986年，2009年12月15日列為第二批重慶市文物保護單位。
長江索道是重慶市第二條跨江索道。是國內第一條雙承載雙牽引單跨往復式大型客運索道，1986年3月15日，長江索道動工修建，建設期間，重慶市公用局下屬公用事業基建工程處挪用長江索道建設資金42.17萬元修建職工住宅，並計入長江索道工程成本。長江索道於1987年10月24日建成投入運行。渝中區新華路長安寺（站高海拔267米），南接南岸區真武山麓的龍門浩（站高海拔225米），索道空中最低點離水面海拔215米，索道全長1166米，客廂載客量81人(包括司机)，外觀設計新穎靚麗、美觀大方。重慶長江索道車廂設置有抗風力的防擺裝置，風力小於15米／秒（6級）可安全運行。最大時速為每秒10米，運行時間為3分鐘，日運量為3萬人次。長江索道除四根承載索是從西德進口的外，其它設備均為國內自己製造，也是中國自行設計、自行安裝、自行調試的大型索道。索道總投資1450萬元。
1998年1月6日，重慶長江索道運行時突然停下，車厢懸空40分鐘後，才拖入站內。
2018年2月6日，重慶長江索道被评定为国家AAAA级旅游景区。

重慶市客運索道公司長江索道次票卡A型

重慶市客運索道公司長江索道次票卡B型